# Arielle Wilson
Arielle Dwan Wilson (ur. 3 stycznia 1989 w Chicago) – amerykańska siatkarka grająca na pozycji środkowej. Od sezonu 2015/2016 jest zawodniczką zespołu Obiettivo Risarcimento Vicenza.

## Życiorys
Wilson urodziła się 3 stycznia 1989 roku w Chicago. Wielokrotnie, w poszczególnych kategoriach wiekowych, wybierana była zawodniczką tygodnia oraz do najlepszego składu sezonu w rozgrywkach NCAA. Latem 2010 roku trenowała z kadra narodową Stanów Zjednoczonych. Amerykańska zawodniczka od 2007 roku występowała w akademickiej lidze NCAA w Stanach Zjednoczonych w barwach uczelni Penn State, która w ostatnim sezonie wywalczyła mistrzostwo. Zresztą był to już czwarty z rzędu tryumf tej drużyny, a jako że w USA nie ma ligi zawodowej, rozgrywki te traktowane są właściwie jako mistrzostwa kraju. W finałowym pojedynku Penn State pokonało Golden Bears California, a Wilson zdobyła 12 punktów i została uznana najlepszą środkową bloku w sezonie. W sezonie 2011/2012 była zawodniczką polskiej drużyny - Impel Gwardii Wrocław.

## Sukcesy klubowe
Mistrzostwo Uniwersyteckie:
- 2007, 2008, 2009, 2010

Mistrzostwo Azerbejdżanu:
- 2013

## Nagrody indywidualne
- 2007 - Big Ten Freshman of the Year
- 2010 - najlepsza środkowa Mistrzostw USA